# COME ON! (TETSUYAのアルバム)
『COME ON!』（カモン）は、日本のロックバンド・L'Arc〜en〜Cielのベーシスト、tetsuyaがTETSUYA名義で発表した通算2作目となるアルバム。2011年1月5日発売。発売元はKi/oon Records。

## 解説
前作『Suite November』から約9年ぶりとなる2作目のスタジオ・アルバム。なお、本作はTETSUYA名義として初めて発表したアルバムとなっている。
本作には、2007年に発表した「Can't stop believing」に加え、2010年にアルバムに先行しリリースした「Roulette」「LOOKING FOR LIGHT」「lonely girl」のシングル表題曲を含めた11曲が収められている。なお、本作のマスタリングは前作と同様に、トム・コイン（Sterling Sound）が担当している。

### 音楽性と録音作業
本作には様々な音楽ジャンルから影響を受けた楽曲が収録されているが、2000年代以降のU.S.ポップ・パンクのようなメロディアスなナンバーや疾走感のある楽曲が多く収録されている。
なお、今回のアルバムは、2010年7月から開催したソロ名義の活動として初のライヴツアー「FIRST TOUR 2010 ルーレットを回せ!」を経て制作された作品となっている。TETSUYAはこのツアーを振り返ったうえで、今回のヴォーカルワークについて「ツアーをやったことが大きかったんだと思います。歌が全然違う。客観的に聴いても、歌がすごく良くなったと思います。今、過去の音源を聴くと、ちょっとヴォーカルが弱い気がするんですよ。それもあって、本格的なレコーディングに入る前にツアーをやりたかったんです。本当に1stツアーはやって正解でした」と述べている。ちなみに本作には、このツアーを受けて制作された楽曲が収録されている。本作の10曲目に収録された「Are you ready to ride?」は、このツアーに向けて書き下ろされた楽曲で、同ツアーで先行披露されている。また、本作の3曲目に収録された「Fantastic Wonders」は、TETSUYA曰く、このツアーを終えて感じた想いを歌詞に綴っているという。
前作『Suite November』では9人ものアレンジャーが共同編曲者としてアルバム制作に参加していたが、本作の制作には11曲中9曲で室姫深（ex.THE MAD CAPSULE MARKETS、ex.DIE IN CRIES）がアレンジャーとして参加している。また、今回のレコーディングでは、TETSUYAがほとんどの楽曲でギターを弾いている。TETSUYAは、自身のギタープレイについて「僕はギタリストではないので、いわゆる“ギタリストのソロ”ではないと思います。僕はベーシストなんで、テクニック的にはすごいフレーズを弾くことはできないですが、ベーシスト史上最強のギターソロを弾いてると思います（笑）。ギタリストの感覚で弾くソロと、僕の感覚のソロはやっぱり違う。僕は歌というか、メロディの延長線上でソロを考えてるから。 ギターでも歌ってますね」と述べている。
また、今回のアルバムにはポジティブなリリックがのせられた楽曲が多く収録されている。TETSUYAは発売当時に受けたインタビューの中で、本作に込めた想いについて「前向きな姿勢を感じてもらえたらうれしいですね。前に向かって身を乗り出してる感じ？例えばジェットコースターって急降下するとき、怖いとどうしても腰が引けちゃってのけ反っちゃうじゃないですか。でもそうすると余計怖いんです。逆に"ヨッシャ！"って覚悟を決めて、前につんのめっていくぐらいのほうが怖くない。注射もそう。いつ針が刺さるかビクビクしてたら、余計怖い。"早く刺して！"ぐらいに思ってたほうがいい（笑）。何でもあてはまると思うんです」と述べている。

### 楽曲について
前項で示したように、本作にはメロディアスのロックナンバーが多く収められている。さらに、本作の制作には様々なシンガーがゲストとして参加している。本作の4曲目に収録された「guilty」ではコーラスとしてMay J.、5曲目に収録された「EDEN」ではラップ担当として井上ジョー、10曲目に収録された「Are you ready to ride?」ではコーラスとして旧友である西川貴教（T.M.Revolution、abingdon boys school）とライヴサポートメンバーの4人が参加している。
また、本作の8曲目に収録された「In My HEART」は、とある人物からのリクエストを受け、2011年にバンド結成20周年を迎えたL'Arc〜en〜Cielへのオマージュを含んだリリックが綴られている。この曲の制作エピソードについて、TETSUYAは「ある時にレコード会社の社長に言われたんですよ。"L'Arc〜en〜Cielが2011年で結成20周年でしょ。そのアニバーサリーイヤーにバンドを作ったリーダーのTETSUYAがL'Arc〜en〜Cielへの想いを歌うのがいいんじゃないの？"って。"あぁなるほどな"って。「In My HEART」の原型はL'Arc〜en〜Cielにつながる曲でもあったんですよ。（中略）1999年にライヴツアー「1999 GRAND CROSS TOUR」をやったじゃないですか。あのライヴってお台場の更地に一からステージを組んだんですが、2日間で25万人集まってくれた夏の夢のような空間で…。その直後の9月にたまたま車で更地になったその場所を通ったら、ちょっと切なくなって、あの夏の思い出が蘇ってきて、そのときにふっと出てきたメロディが原型になってるんです。そういう意味もあって、L'Arc〜en〜Cielへのオマージュを歌うのは必然かなと思って書きました」と語っている。なお、この曲の編曲作業には、L'Arc〜en〜Cielのいくつかの楽曲でアレンジャーを務めていた西平彰が参加している。ちなみに本作ではTETSUYAがほとんどの収録曲でギターを弾いているが、この曲ではあえて弾いていない。TETSUYAは、この曲でギターを弾かなかった理由について「増崎孝司さんのギターがあまりにもすごいので、すみません、ソロもお願いしますって。なので前半の4小節は僕の指定したフレーズで、後半の4小節は自由に弾いてもらいました」と語っている。
本作の11曲目に収録された「流れ星」は、TETSUYA曰く、約10年ほど前にアイディアがあったが、前作への収録を見送り、今回Bメロを作り替えて収録することにしたという。TETSUYA曰く、この曲は「別枠」で、自分自身にとって特に思い入れの強い曲だという。なお、本作発売から約1ヶ月後の2011年2月2日には、この曲のリズムトラックを抜いたバージョン「流れ星 [配信限定Rhythmless Ver.]」が配信リリースされている。余談だが、リズムレスバージョンの配信開始と同日に、アルバム全収録曲のインストゥルメンタル・バージョンも配信されている。

### アルバムタイトル、アートワーク
アルバムタイトルは、TETSUYA曰く「2010年の夏前には決めていた」「ボ〜ッとしながら、ふと“COME ON”って言葉が出てきた」という。また、TETSUYAは、車での移動中にカー・ラジオからビートルズの楽曲「プリーズ・プリーズ・ミー」が流れてきたことが決め手になったと語っている。TETSUYAは、このエピソードについて「車のラジオからビートルズの「プリーズ・プリーズ・ミー」が流れてて＜♪Come on, come on Come on, come on～＞というフレーズを聴いて、"あ、これは、アルバムタイトルを『COME ON!』にしろってことなんだな。そういうサインなんだな"って、そのとき決めました」と述べている。また、TETSUYAは前向きな印象を含んだタイトルになったことについて「チャレンジをすることって不安でもあると思うんです。でも、自らそこに飛び込んでいけば、何とかなるし、新しい経験もできる。そういう意味で『COME ON!』というタイトルはぴったりで、今僕がそういうモードなんだと思います」と述べている。
余談だが、『COME ON』というアルバムタイトルは、TETSUYAが在籍するロックバンド、L'Arc〜en〜Cielが2007年にアルバム『KISS』を発表するにあたり、アルバムタイトルの候補としてhydeがあげていた案のひとつだったという。このことについて、TETSUYAは「（hydeがアルバムタイトルに『COME ON』を候補として提案していたことを）すっかり忘れてて、『COME ON!』って付けた後にそれが発覚した」と述べている。
ジャケットデザインには、両形態で若干違うものの、いずれもダンベルを持ち上げているTETSUYAの写真が使われている。このアートワークを採用した経緯について、TETSUYAは「（『COME ON!』という言葉は）“前のめり”だったり、“力強さ”だったり、向かっていくイメージだったんです。そういうイメージを元に、ヴィジュアルで表現するとしたら何だろうって考えたとき、“ダンベルを持っている映像”が閃いたんです。"かかってこい！"って感じも出せるし、ギリギリまで挑戦してる感じも表現できるなって」「ダンベルを持って、『COME ON!』っていうのがいちばんインパクトあるかなと思って。カモンっていえばケビン山崎さん（トレーナー）の顔が浮かぶので（笑）」と語っている。

### リリース形態
本作は、初回仕様限定盤（CD）、通常盤（CD）の2形態で発売されている。初回仕様限定盤はスペシャル仕様スリーブBOX、スペシャルブックレット、ピクチャーレーベル仕様となっており、特典としてMUKIMPOくんステッカー、6面折ピンナップポスター、トレーディングカード「COME ON!」Version（全9種のうち2種）が封入されている。

## 収録曲
| #   | タイトル                             | 作詞     | 作曲    | 編曲              | 時間 |
| --- | ------------------------------------ | -------- | ------- | ----------------- | ---- |
| 1.  | 「LOOKING FOR LIGHT」                | TETSUYA  | TETSUYA | TETSUYA・室姫深   | 4:39 |
| 2.  | 「Roulette [Album Ver.]」            | TETSUYA  | TETSUYA | TETSUYA・室姫深   | 3:59 |
| 3.  | 「Fantastic Wonders」                | TETSUYA  | TETSUYA | TETSUYA・室姫深   | 4:27 |
| 4.  | 「guilty」                           | TETSUYA  | TETSUYA | TETSUYA・室姫深   | 4:03 |
| 5.  | 「EDEN」                             | TETSUYA  | TETSUYA | TETSUYA・室姫深   | 3:41 |
| 6.  | 「魔法の言葉」                       | TETSUYA  | TETSUYA | TETSUYA・室姫深   | 3:50 |
| 7.  | 「Can't stop believing [Album Mix]」 | TETSUYA  | TETSUYA | TETSUYA・室姫深   | 4:15 |
| 8.  | 「In My HEART」                      | TETSUYA  | TETSUYA | TETSUYA・西平彰   | 4:40 |
| 9.  | 「lonely girl [Album Ver.]」         | 矢沢あい | TETSUYA | TETSUYA・室姫深   | 4:57 |
| 10. | 「Are you ready to ride?」           | TETSUYA  | TETSUYA | TETSUYA・室姫深   | 5:19 |
| 11. | 「流れ星」                           | TETSUYA  | TETSUYA | TETSUYA・鈴木雅也 | 5:25 |

## クレジット
| - Produced by TETSUYA - All Words & Music by TETSUYA - except "lonely girl" Words by 矢沢あい - Co-Produced by 室姫深 LOOKING FOR LIGHT - Words & Music by TETSUYA - Arranged by TETSUYA & 室姫深 - TETSUYA：Bass, Vocal, Backing Vocal, Guitar & Guitar Solo - 室姫深：Guitar, Keyboard & Programming - 村石雅行：Drums Roulette [Album Ver.] - Words & Music by TETSUYA - Arranged by TETSUYA & 室姫深 - TETSUYA：Bass, Vocal, Backing Vocal & Guitar - 室姫深：Guitar, Guitar Solo, Keyboard & Programming - 村石雅行：Drums Fantastic Wonders - Words & Music by TETSUYA - Arranged by TETSUYA & 室姫深 - TETSUYA：Bass, Vocal, Backing Vocal, Guitar, Guitar Solo & Programming - 室姫深：E.Guitar, Acoustic Guitar, Keyboard & Programming - 村石雅行：Drums guilty - Words & Music by TETSUYA - Arranged by TETSUYA & 室姫深 - TETSUYA：Bass, Vocal, Backing Vocal, Guitar Solo & Programming - 室姫深：Guitar, Keyboard & Programming - 村石雅行：Drums - May J.：Backing Vocal & English Pronunciation EDEN - Words & Music by TETSUYA - Arranged by TETSUYA & 室姫深 - TETSUYA：Bass, Vocal, Backing Vocal, Guitar, Guitar Solo & Programming - 室姫深：Guitar, Keyboard & Programming - 村石雅行：Drums - 井上ジョー：Rap - 小池敦：Programming 魔法の言葉 - Words & Music by TETSUYA - Arranged by TETSUYA & 室姫深 - TETSUYA：Bass, Vocal, Backing Vocal & Guitar Solo - 室姫深：E.Guitar, Acoustic Guitar, Keyboard & Programming - 村石雅行：Drums - 小池敦：Keyboard & Programming - 井上ジョー：English Pronunciation Can't stop believing [Album Mix] - Words & Music by TETSUYA - Arranged by TETSUYA & 室姫深 - TETSUYA：Bass, Vocal, Backing Vocal, Guitar & Guitar Solo - 室姫深：Guitar, Keyboard & Programming - 村石雅行：Drums In My HEART - Words & Music by TETSUYA - Arranged by TETSUYA & 西平彰 - TETSUYA：Bass, Vocal, Backing Vocal - 増崎孝司：Guitar & Guitar Solo - 西平彰：Keyboard & Programming - 山木秀夫：Drums lonely girl [Album Ver.] - Words by 矢沢あい / Music by TETSUYA - Arranged by TETSUYA & 室姫深 - Strings Arranged by 村山達哉 - TETSUYA：Bass, Vocal, Backing Vocal, E.Guitar Solo & Classic Guitar Solo - 室姫深：E.Guitar, Acoustic Guitar, Classic Guitar, Keyboard & Programming - 村石雅行：Drums - 富樫春生：Acoustic Piano - 村山桐山ストリングス：Strings | Are you ready to ride? - Words & Music by TETSUYA - Arranged by TETSUYA & 室姫深 - TETSUYA：Bass, Vocal, Backing Vocal, Guitar & Guitar Solo - 室姫深：Guitar, Keyboard & Programming - 村石雅行：Drums - 西川貴教：Backing Vocal - Juicy-Bananas（室姫深・中村佳嗣・IKUO・山崎慶・岸利至）：Backing Vocal 流れ星 - Words & Music by TETSUYA - Arranged by TETSUYA & 鈴木雅也 - TETSUYA：Vocal, Backing Vocal & Guitar - 鈴木雅也：Keyboard & Programming [additional musician] - 西川貴教 by the courtesy of Epic Records Japan Inc. - May J. by the courtesy of rhythm zone / AVEX ENTERTAINMENT INC. [Recording Engineers] - 比留間整：Recorded, Mixed - Except "Can't stop believing" recorded by 原裕之 - Additional Recorded by Shinya Kondo - Minoru Hirose：Assistant Engineer - Naoki Iwata：Assistant Engineer - Yosuke Kono：Assistant Engineer - Kotaro Kosaka：Assistant Engineer - Mary Shinohara：Assistant Engineer - Yohei Takita：Assistant Engineer - Yuji Tanaka：Assistant Engineer - Yuji Nakamura：Assistant Engineer - Kohei Hatakeyama：Assistant Engineer - Junichiro Fujinami：Assistant Engineer - Shinya Miyazaki：Assistant Engineer - TETSUYA：Pre-Production - 小池敦：Pre-Production - Kazutaka Minemori：Guitar & Bass Technician & Sounds - Ryoko Sato：Vocal Consultant - トム・コイン（STERLING SOUND.NYC）：Mastered [Artwork etc] - Art Direction：TETSUYA, 前田浩志（BONES GRAPHICS） - Design：前田浩志（BONES GRAPHICS）, Shinji Takaya（BONES GRAPHICS） - Photographer：Hideaki Imamoto - Hair & Make-up：荒木尚子（Octbre.） - Styling：高見佳明 - Artist Management：GRAVIS - Management Staff：Tomoko Nishioka（GRAVIS）, Hizuki Konno（GRAVIS）, Nobuyuki Akani（MAVERICK）, Koji Nishimura（MAVERICK） - Web Design：Yasuhiko Inagaki（DKDC） - Product Managers：Michiyo Kobayashi（MAVERICK）, Shigeru Imai（MAVERICK） - Product Staff：Aya Shibusawa（MAVERICK） - Legal Representation：Takuya Yamazaki（Field-R） - A&R：Yuri Furukawa（Ki/oon Records）, Tsutomu Sakamoto（Ki/oon Records）, Atsuya Iwasaki（Ki/oon Records） - Ki/oon Records Staff：Kenichi Hirose, Kaichiro Shirai, Tatsuya Watabe, Makiko Ozaki, Ai Kagio, Noriko Moriya, Ayano Ishizaki, Sayaka Ito - Sales Promotion：Fumio Ozaki, Dai Sugamata, Yuuta Suzuki, Sanako Abe（Sony Music Distribution） - Media Promotion：Motohiro Nitta, Yuki Ishida, Satoshi Seki, Teruyuki Dobashi, Hiroshi Shimizu, Tohutaroh Nakatani, Asami Ohtsuka, Shigetaka Mori, Shingo Suzuki, Mizuha Shibata, Chie Terashima, Saori Yoshida, Mika Wakita, Nao Yamamoto, Saori Miyata, Yuuto Tamiya（Ki/oon Records） - Web Promotion：Tomoko Hazama, Takuma Miura（Sony Music Network） - Product Administration：Yuuko Murase（Sony Music Communications） - Supervisor：Hirotaka Kajita（GRAVIS）, 大石征裕（MAVERICK DC GROUP） - Executive Producers：Mr.Bananahead（GRAVIS）, 大石征裕（MAVERICK DC GROUP）, 中山道彦（Ki/oon Records） - Special Thanks to：田中学（NewsMakerProduct Inc.）, Hitoshi Harada（ESP）, Hiroki Hayashi（ESP）, Ken-ichi Iida, Jiro Oda（little oasis）, Kunihiro Maeda（com agent）, Fumiko Waguri（Current）, Taka, John Pirruccello（LAKLAND）, Victor Basson（BASSON SOUND）, IKEBE GAKKI, IKEBE MUSIC INTERNATIONAL, Bottom's Up Guitars, Comett |

## タイアップ
| 年     | 楽曲                 | タイアップ                                                             |
| ------ | -------------------- | ---------------------------------------------------------------------- |
| 2007年 | Can't stop believing | TBS系番組『J-SPORTS スーパーサッカーPLUS』テーマソング                 |
| 2010年 | Roulette             | テレビ東京系アニメ『HEROMAN』第1期（第1話 - 第12話）オープニングテーマ |
| 2010年 | Roulette             | テレビ北海道系番組『遊びなDJサタデー』5月度エンディングテーマ          |
| 2010年 | LOOKING FOR LIGHT    | TBS系番組『マルさまぁ〜ず』2010年8月度エンディングテーマ               |
| 2010年 | lonely girl          | フジテレビ系番組『ウチくる!?』2010年10月・11月度エンディングテーマ     |
| 2011年 | 魔法の言葉           | 「Aya na ture」CMソング （CMにはTETSUYAの妻である酒井彩名が出演）      |
| 2013年 | lonely girl          | トリプルアップ配給映画『MOON★DREAM』主題歌                             |